# Sicherung von Zugfahrten
Zur Sicherung von Zugfahrten ergreifen die Eisenbahnunternehmen verschiedene Maßnahmen, um im Rahmen der technischen Voraussetzungen – Spurführung und große Bremswege – den Betrieb für Zugfahrten sicher durchzuführen. Für bestimmte Betriebsarten, etwa Rangierfahrten, gelten besondere Vorschriften.

## Gefährdungen
Wesentlich für den Betrieb von Eisenbahnen sind deren maßgebende Systemeigenschaften:
- Spurführung
- geringe Haftreibung

Die Spurführung führt zur Notwendigkeit von beweglichen Fahrwegelementen (z. B. Weichen) und die geringe Haftreibung zu langen Bremswegen, welche die Sichtweite oft deutlich überschreiten.
Um einen sicheren Betrieb durchführen zu können, müssen Gefährdungen für Zugfahrten, die aus Entgleisungen
- durch Unstetigkeiten im Fahrweg, z. B. an Weichen oder bei gebrochenen Schienen, oder
- durch eine überhöhte Geschwindigkeit des Zuges,

oder aus Kollisionen, namentlich
- durch Gegen-, Flanken- und Folgefahrten mit anderen Eisenbahnfahrzeugen, die in den Lichtraum des Zuges gelangen,
- durch systemfremde Verkehrsteilnehmern z. B. Straßenverkehrsteilnehmer an einem Bahnübergang,
- mit anderen Gegenständen, z. B. Bäumen, Muren oder Lawinen auf den Schienen, oder
- mit herabhängenden Fahrleitungen,

resultieren, verhindert werden.

Beispiel eines Deadlocks bei einer eingleisigen Strecke zwischen zwei Bahnhöfen mit jeweils zwei Gleisen

Dazu kommt die Notwendigkeit einer Überfüllverhinderung, um den sogenannten Deadlock zu verhindern, bei dem sich die Züge gegenseitig blockieren.
Die Sicherung kann grundsätzlich technisch (durch Abhängigkeiten in der Bedienung der Anlagen, Signal und Züge) und nicht-technisch durch betriebliche Vorschriften (siehe auch Betriebsverfahren) erfolgen, was eine größere Sicherheitsverantwortung für Menschen bedeutet. Je größer das Gefährdungspotential ist (z. B. hohe Geschwindigkeiten), desto höher ist auch der Anteil der technischen Sicherung. Eisenbahnbetrieb ganz ohne technische Sicherung ist heute in Deutschland nur auf Nebenbahnen (Zugleitbetrieb), im Rangierbetrieb oder bei technischen Störungen zulässig.

## Geschichte

### Frühzeit

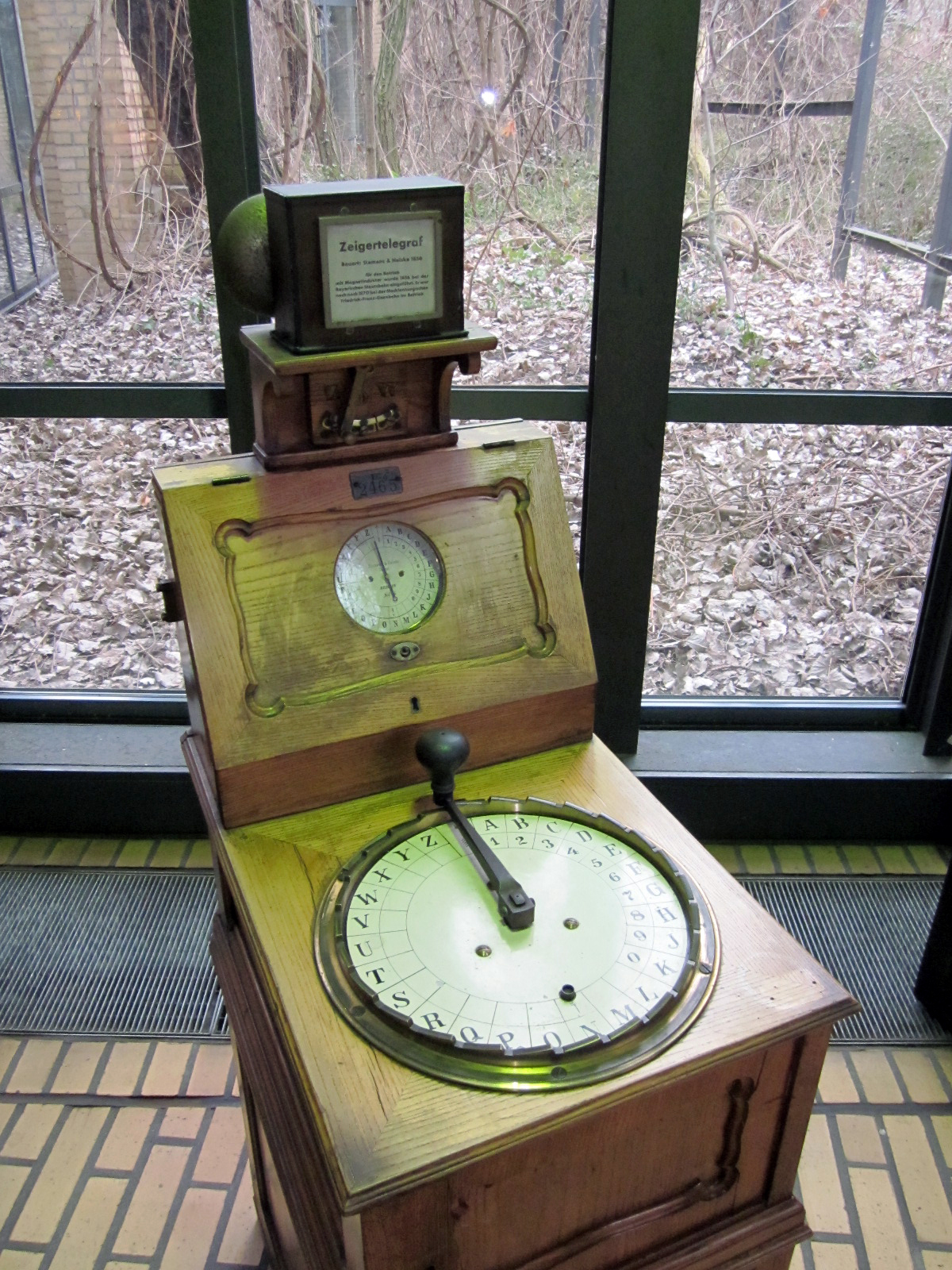
Siemens Zeigertelegraf

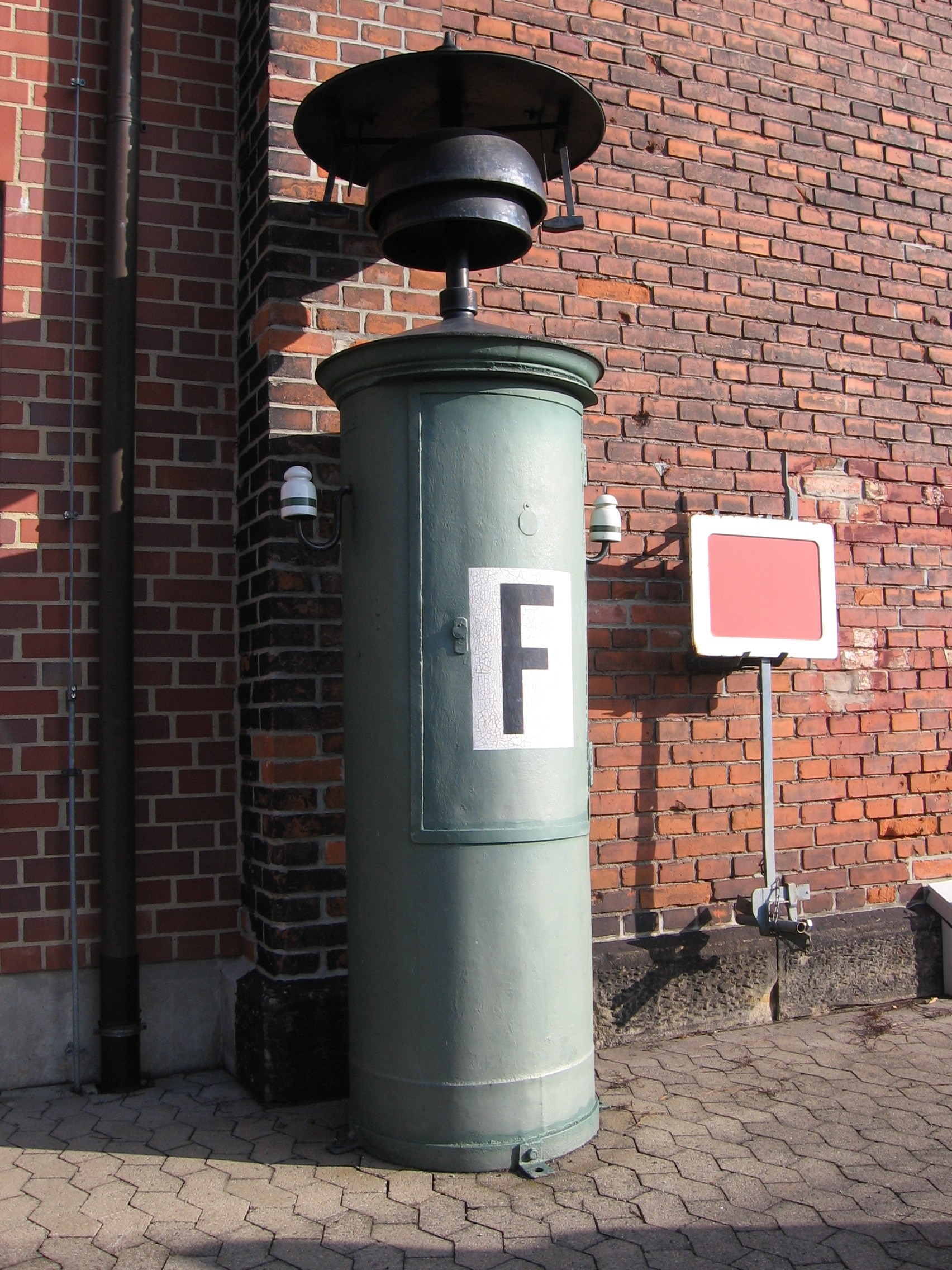
Streckenläutewerk

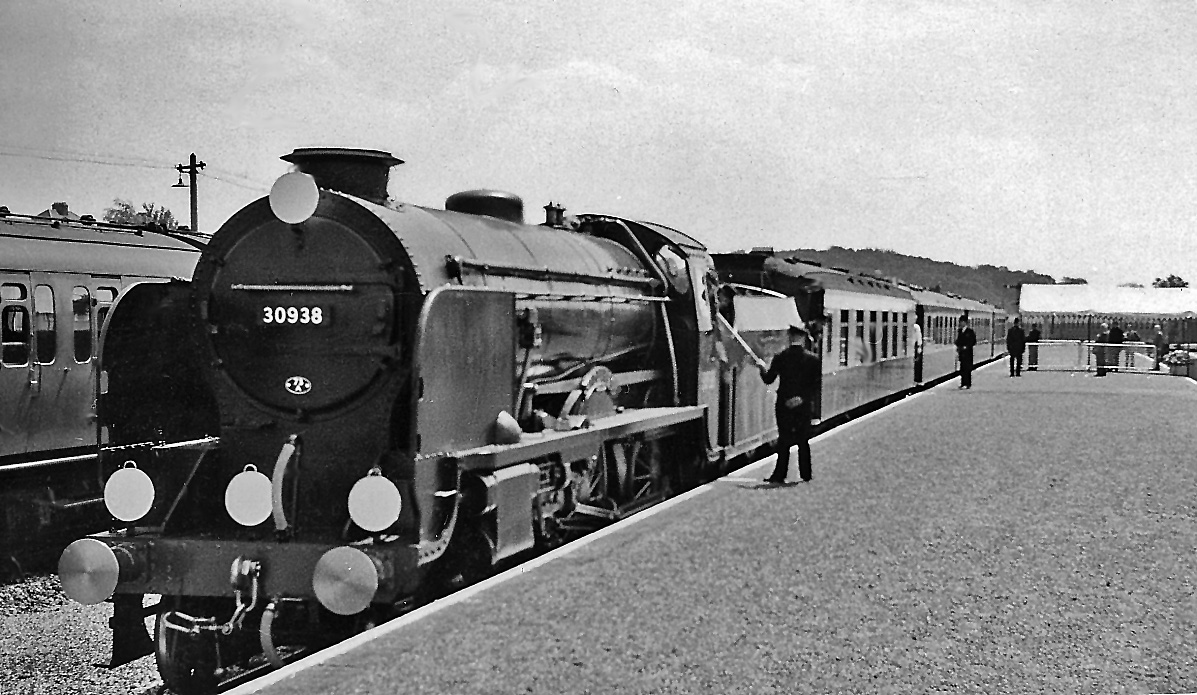
Der Royal Train bei Ankunft in Tattenham Corner zum Epsom Derby 1959. Vorne an der Lokomotive der Schools Class ist das Spitzensignal für den Royal Train in Form von vier weißen Scheiben angebracht.

In der Anfangszeit des Betriebes gab es Eisenbahnen, die versuchten, ohne Sicherungssysteme auszukommen. Der Eisenbahnbetrieb wurde analog zum damaligen Straßenverkehr gesehen: Die Lokomotivführer fuhren auf Sicht und sollten sich im Bedarfsfall darüber verständigen, wer bei eingleisigen Strecken gegebenenfalls seinen Zug in ein Ausweichgleis zu fahren hatte. Da Züge aufgrund ihrer reibungsärmeren Fahrbahn und der größeren Masse gegenüber Straßenfahrzeugen viel träger zu bremsen waren, führte das bald zu Unfällen (vgl. etwa den Eisenbahnunfall von Suffolk, 1837). Deshalb kamen Signale zum Einsatz. Die erste Eisenbahngesellschaft, die das einführte, war die Liverpool and Manchester Railway. Am Anfang waren das tagsüber farbige Flaggen und in der Dunkelheit entsprechende Laternen. Außerdem wurden die Lokomotiven bald mit Dampfpfeifen ausgerüstet.
Die Flaggen wurden in der Folge durch Formsignale ersetzt, die aus dem Optischen Telegrafen entwickelt wurden. Weiter statteten sich die Bahnen mit elektrischen Telegrafen aus. Ein erstes Modell war bereits ab 1832 von Wilhelm Weber und Carl Friedrich Gauß entwickelt worden. Der elektrische Telegraf ermöglichte es auch, ankommende Züge der nächsten und folgenden Betriebsstellen vorzumelden. Als erste Bahngesellschaft in Deutschland setzte die Leipzig-Dresdner Eisenbahn-Compagnie das System ein. Ihr folgten die Taunus-Eisenbahn, die Pfälzischen Eisenbahnen, die Hessische Ludwigsbahn, die Köln-Mindener Eisenbahn-Gesellschaft, die Rheinische Eisenbahn-Gesellschaft, die Main-Neckar-Eisenbahn-Gesellschaft und die Main-Weser-Bahn,
Die Hessische Ludwigsbahn setzte den Zeigertelegrafen von William Fardely ein und die Main-Weser-Bahn nutzte den Zeigertelegrafen nach August Kramer. Eine weitere Sicherung war die Installation von Läutewerken, in Deutschland zuerst auf der Thüringer Eisenbahn, 1846.
Auch der Zug selbst wurde zum Träger von Signalen: Das voranfahrende Fahrzeug – in der Regel die Lokomotive – erhielt ein definiertes Spitzensignal, was besonders nachts wichtig war oder um besondere Züge anzukündigen. Das letzte Fahrzeug des Zuges wurde mit einem Zugschlusssignal gekennzeichnet, womit das stationäre Personal immer kontrollieren konnte, dass der Zug in seiner gesamten Länge vorbeifuhr und nicht ein oder mehrere Fahrzeuge auf der Strecke zurückgelassen hatte.

### Moderne Zugsicherung
Während in Deutschland bis dahin noch in großem Umfang das Fahren im Zeitabstand Zugfahrten sichern sollte, wurde nach 1870 flächendeckend das Fahren im Raumabstand und Streckenblock eingeführt. Auch wurden in Deutschland ab 1871 mit dem „Bahnpolizeireglement“ und 1875 mit der „Signalordnung“ erstmals Sicherheitsvorschriften vereinheitlicht und Bahngesellschaften übergreifend eingeführt. Allerdings war das Eisenbahnwesen eine Angelegenheit der Bundesstaaten des Deutschen Reiches. So dauerte es bis nach dem Ersten Weltkrieg, bevor die Sicherheitsvorschriften und -einrichtungen deutschlandweit vereinheitlicht werden konnten.
Ursprünglich galt bei den Nachtzeichen der Haupt- und Vorsignale folgende Farbgebung:
- weißes Licht: Fahrt
- grünes Licht: Halt erwarten
- rotes Licht: Halt

Erst 1907 wurde auf die heute noch geltenden Farben umgestellt: Rot bedeutet „Halt“, grün dagegen „Fahrt“. Dies geschah vor allem wegen der großen Verwechslungsgefahr bei weißem Licht. Nur die Königlich Bayerischen Staatseisenbahnen schafften die Umstellung nicht, was dann unter anderem den großen Eisenbahnunfall von Nannhofen zur Folge hatte.

## Zugfahrten in Bahnhöfen
In Bahnhöfen gibt es Weichen und Gleissperren, die bei Befahren in falscher Lage zu Fehlleitungen führen, Zusammenstöße auslösen oder Züge zum Entgleisen bringen können. Für jede Zugfahrt müssen daher alle befahrenen und flankenschutzbietenden Weichen und Gleissperren richtig gestellt und so lange in ihrer Lage festgehalten werden, bis der Zug sie vollständig passiert hat.
Im einfachsten Fall übernimmt diese Aufgaben ein Betriebsbediensteter (Fahrdienstleiter oder Weichenwärter), der die Weichen stellt und den Zügen Fahraufträge erteilt. Im Rangierbetrieb erledigen dies teilweise auch die Lokführer und Rangierer.
Bei zulässigen Streckenhöchstgeschwindigkeiten von 30 km/h oder mehr wird die Sicherung des Betriebsablaufes normalerweise durch Stellwerke hergestellt. Diese stellen unter anderem sicher, dass keine falsch gestellten Weichen im Einfahrweg liegen. Sind Signale vorhanden, dann lassen sich diese nur auf „Fahrt“ stellen, wenn alle sicherungstechnischen Voraussetzungen für die Zugfahrt erfüllt sind (Signalabhängigkeit). Bei technischen Störungen kann es sein, dass die Signalabhängigkeit nicht hergestellt werden kann bzw. diese bei Entstörungs- und Unterhaltungsarbeiten aufgehoben werden muss. In diesem Fall ist der Fahrdienstleiter dafür verantwortlich, dass die Freigabe der Fahrstraße für einen Zug erst erfolgt, wenn sich alle für die Fahrt erforderlichen Einrichtungen in der richtigen Stellung befinden. Bei einigen Bahnverwaltungen darf dann der Verkehr nur mit verringerter Geschwindigkeit abgewickelt werden.
Im Weichenbereich besteht zudem die Gefahr, dass Fahrzeuge aus einem anderen Gleis in den Fahrweg des Zuges eindringen (Flankenfahrt). Um das zu verhindern, werden auch nicht befahrene Weichen in einer abweisenden (schützenden) Lage und angrenzende Signale (auch Rangiersignale) in der „Halt“ bzw. „Fahrt verboten“ Stellung festgehalten. Auch dieser Flankenschutz wird i. d. R. durch interne Abhängigkeiten im Stellwerk sichergestellt.
Gefährdungen durch im Fahrweg stehende Eisenbahnfahrzeuge werden klassisch durch die Fahrstraßenprüfung, das augenscheinliche Prüfen der Gleise auf Freisein „durch Hinsehen“ des Stellwerkbedieners bzw. von Streckenwärtern geprüft. Bei modernen Anlagen übernehmen dies Gleisfreimeldeanlagen.
Die Stellwerkslogik (Fahrstraßenlogik) sorgt für den Ausschluss von Folge- und Gegenfahrten.
Vor Zulassung einer Fahrt ist eventuell auch ein diese Fahrt möglicherweise gefährdender Rangierbetrieb einzustellen. Bei ausfahrenden Zügen ist auf Fahrweghindernisse und richtige Stellung der Weichen zwischen Zugschluss und dem die Fahrt erlaubenden Signal zu achten.
Wenn diese Voraussetzungen erfüllt sind, darf dem Zug der Auftrag zur Fahrt erteilt oder das zugehörige Signal für die Fahrt in Fahrtstellung gebracht werden.

## Sicherung der Züge auf der Strecke
Die Sicherung von Zugfahrten beruht heute auf dem Grundsatz der Abstandshaltung. Dieser besagt, dass zwischen Eisenbahnfahrzeugen ein gewisser Abstand gewährleistet werden muss, um Kollisionen zu verhindern.

### Fahren im Sichtabstand
Im Rangierbetrieb wird grundsätzlich auf Sicht gefahren. Bei bestimmten Betriebssituationen (z. B. gestörter Gleisfreimeldeanlage) muss auf Sicht gefahren werden. Die Geschwindigkeit wird vom Lokführer den jeweiligen Sichtverhältnissen angepasst und darf in Deutschland wegen der langen Bremswege von Zügen 40 km/h nicht übersteigen.
In der Regel wird bei Straßenbahnen ebenfalls auf Sicht gefahren.

### Fahren im Zeitabstand
Die Aufstellung und Einhaltung eines Fahrplanes versprach einen wesentlich sichereren Betrieb. Bald jedoch stellte sich heraus, dass auch dieses Verfahren zu Unfällen führte, da jede größere Verspätung oder technische Störung die Gefahr eines Zusammenstoßes in sich barg.
In Amerika wurde das Fahren im Zeitabstand daraufhin verfeinert. Beim so genannten Timetable-and-Train-Order-Verfahren darf ein Zug erst nach einer bestimmten Pufferzeit dem vorausgefahrenen Zug folgen. Diese Pufferzeit ist so groß (etwa 10 min), dass das Personal des vorausgefahrenen Zuges genügend Zeit hat, im Störungsfall den Folgezug zu warnen. Das Warnen erfolgt durch ins Gleis geworfene brennende Leuchtkugeln bei verlangsamter Fahrt oder durch einen Flaggenmann und Knallkapseln, wenn ein Zug liegengeblieben ist. Bei diesem Verfahren muss der letzte Wagen jedes Zuges mit Personal besetzt sein. Für Sonderzüge oder bei Verspätungen gibt es ein kompliziertes Regelwerk, um außerplanmäßige Zugfahrten zu ermöglichen.

### Fahren im festen Raumabstand
Mit steigender Anzahl der Züge und höheren Geschwindigkeiten entwickelte man das Fahren im Zeitabstand in Europa nicht mehr weiter. Stattdessen wurde das Fahren im festen Raumabstand eingeführt. Dabei werden die Strecken durch ortsfeste Signale oder mithilfe einer Führerstandssignalisierung in Zugfolgeabschnitte (auch Blockabschnitte) unterteilt. Prinzipiell gilt, dass einem Fahrzeug bzw. einem Zug ein Abschnitt zur alleinigen Verfügung gestellt wird. Dieser Abschnitt und eine dahinter liegende Schutzstrecke (Durchrutschweg bzw. Gefahrpunktabstand) müssen frei sein, bevor der Zug die Zustimmung zur Einfahrt in den Abschnitt erhält. Von der Freigabe der Fahrerlaubnis an und bis der Zug die Fahrt durch diesen Abschnitt beendet hat, muss dieser Abschnitt für andere Fahrzeuge gesperrt sein.
Wesentlich für die Sicherheit beim Fahren im Raumabstand ist daher die Information, ob der Abschnitt frei von anderen Fahrzeugen ist. Aufgrund fehlender technischer Möglichkeiten war in den Anfangsjahren der Eisenbahn eine Gleisfreiprüfung nur durch Beobachtung möglich. Innerhalb einer Betriebsstelle können die örtlichen Mitarbeiter eine Gleisfreiprüfung durch Hinsehen durchführen. Auf der freien Strecke zwischen den Bahnhöfen hingegen ist aufgrund der fehlenden Übersicht nur eine indirekte Freimeldung durch Beobachten des Zugschlusses möglich.
Dies führte zu zwei grundsätzlich unterschiedliche Technologien, die zur Sicherung von Zugfahrten im Raumabstand genutzt werden können:
- Sicherung mit Fahrstraßen: Hier erfolgt die Gleisfreiprüfung unmittelbar vor der Erteilung der Fahrerlaubnis
- Sicherung mit Blockinformationen: Hier erfolgte die Gleisfreiprüfung früher indirekt durch das Beobachten des Zugschlusses, in Deutschland wird seit den 1950er-Jahren bei modernen Blockbauformen (Selbstblock, automatisierter Relaisblock, automatischer Streckenblock) im Regelbetrieb stattdessen eine selbsttätige Gleisfreimeldeanlage verwendet.

Traditionell werden z. B. in Deutschland daher Fahrten innerhalb von Betriebsstellen mittels Fahrstraßen gesichert (siehe Zugfahrten in Bahnhöfen) und auf der freien Strecke zwischen den Betriebsstellen mittels Blockinformationen. In anderen Ländern ist diese Unterscheidung von Bahnhöfen und freier Strecke teilweise unbekannt.
Die Kapazität einer Strecke wird dabei wesentlich von der Länge des Blockabschnitts und der eingesetzten Sicherungstechnik bestimmt. So ist vor allem auf Hauptbahnen die freie Strecke oftmals mittels Blockstellen in mehrere Blockabschnitte unterteilt.

#### Zugmeldeverfahren

Zugmeldung per Telefon (1928)

Bei Betriebsverfahren ohne technischer Sicherung bzw. bei einfacher Technik werden die Informationen über die Belegung und das Befahren eines Blockabschnitts durch Augenschein aufgenommen und optisch, telegraphisch oder fernmündlich übertragen. Bei den meisten Eisenbahnen haben die Züge daher Zugschlusssignale, die das Ende des Zuges kennzeichnen. Dieses Zugschlusssignal kann dann vom Fahrdienstleiter der nächsten Zugfolgestelle erkannt und der Abschnitt als frei gemeldet (Rückmelden) werden. Diese Rückmeldung erfolgt zwischen den an der Fahrt beteiligten Fahrdienstleitern mit vorgeschriebener Wortwahl. Bei diesem Verfahren liegt weiterhin eine große Sicherheitsverantwortung beim Menschen.
Zwei wesentliche Erfindungen verbesserten das Zugmeldeverfahren wesentlich, indem die Verantwortung mehr an technische Anlagen übergeben wurden:
- 1871 erfand Carl Ludwig Frischen das Blockfeld (von engl. „to block“: blockieren)
- 1872 erfand William Robinson den Gleisstromkreis.

Das Blockfeld ist eine Anlage, bei der die Zugfolgestellen elektrisch so voneinander abhängig gemacht werden, dass an einer Stelle Verschlüsse auftreten, die nur durch eine andere Stelle oder durch Mitwirken des Zuges wieder aufgehoben werden können. Damit kann ein Signal, nachdem es einmal den Fahrtbegriff gezeigt hat, zwar in die Haltstellung gesetzt, aber erst dann erneut auf Fahrt gestellt werden, wenn die voraus liegende Zugfolgestelle den letzten Zug technisch zurückgeblockt hat. Gegenfahrten werden über ein spezielles Erlaubnisfeld ausgeschlossen, welches die entsprechende Abhängigkeit zwischen den begrenzenden Bahnhöfen einer eingleisigen Strecke herstellt. Später wurde das System so verfeinert, dass das Rückblocken erst möglich ist, nachdem tatsächlich ein Zug vorbeigefahren ist. Der Bediener muss dennoch durch Beobachtung der Zugschlusssignale prüfen, ob der Zug auch vollständig ist, denn es könnten sich einige Wagen gelöst haben, die für den folgenden Zug eine Gefährdung darstellen können.
Mit dem Gleisstromkreis war es möglich, selbsttätige Streckenblockanlagen einzusetzen. Gleisstromkreise setzten sich anfangs vor allem in Nordamerika durch. In Deutschland hingegen wurde erst relativ spät die ersten selbsttätigen Streckenblockanlagen eingerichtet. Heute gibt es auch automatische Streckenblockanlagen, die die Belegung der Gleise mit technischen Mitteln (Gleisstromkreise oder Achszähler) prüfen (Siehe auch: Freimeldung der Gleise). Bei diesen Anlagen muss nicht jede Zugfolgestelle mit Personal besetzt sein, so dass die Streckenkapazität durch kürzere Blockabschnitte gesteigert werden kann.
Die Weitergabe der Information zur Fahrt/Halt erfolgt meistens über ortsfeste Eisenbahnsignale an der Strecke. Für den Hochgeschwindigkeitsverkehr wurden auch Systeme entwickelt, die die Information direkt auf das Fahrzeug übertragen (beispielsweise LZB, ETCS). Verkehren nur Züge, die mit dem zugehörigen Übertragungssystem ausgerüstet sind, kann auf ortsfeste Signale verzichtet werden. An der Strecke befinden sich lediglich Tafeln, die die Grenzen der Blockabschnitte kennzeichnen. Dabei lassen sich die Blockabschnitte optimal auf die Bedürfnisse unterschiedlich schneller Züge abstimmen. Die Leistungsfähigkeit lässt sich durch kurze Blockabschnitte erheblich steigern, das ist jedoch bei herkömmlichen Anlagen mit einem großen technischen und finanziellen Aufwand verbunden.

#### Fahren mit Zugstäben (Zugstabsysteme)

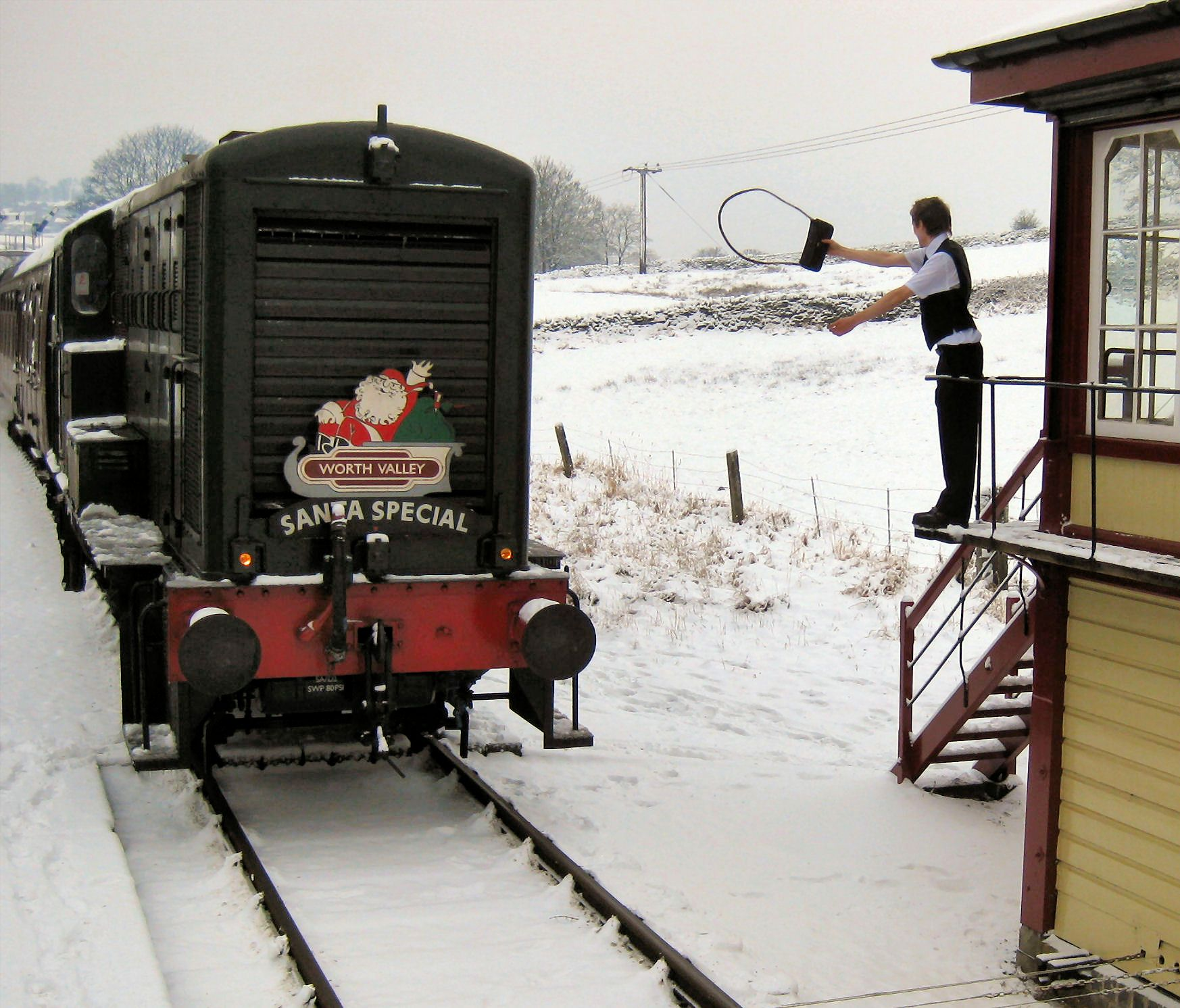
Das Token wird vom Stellwerkspersonal an den Zug übergeben

Bei einem Zugstabsystem existiert für jeden Streckenabschnitt einer eingleisigen Strecke ein einmaliger Gegenstand (Zugstab, auch engl. „Token“). Nur wer in seinem Besitz ist, darf in den Abschnitt einfahren. Dieses System wird in Deutschland heute noch bei der Kirnitzschtalbahn eingesetzt.
Um im sogenannten Folgezugbetrieb auch mehrere Züge hintereinander in der gleichen Richtung fahren zu lassen, konnte das Pulkfahren angewendet werden: Die ersten Züge fahren auf Sicht oder im Zeitabstand und lediglich mit mündlichem oder schriftlichem Auftrag durch den Befehlsgeber unter Vorzeigen des Stabes, erst der letzte Zug in einer Richtung erhält den Zugstab, um ihn dem Gegenzug zu übergeben.
Auch das elektrische Zugstabsystem (electric staff), bei dem je Abschnitt mehrere Zugstäbe vorhanden sind, die an den Abschnittsgrenzen in elektrisch miteinander verbundene Zugstabapparate eingesteckt und darin festgehalten werden, ermöglicht den Folgezugbetrieb.

#### Fahren auf Befehl
Bei eingleisigen Strecken mit Zügen in gegensätzlichen Fahrtrichtungen wurde die Abfahrt eines Zuges von der Ankunft des Gegenzuges abhängig gemacht. Wenn die Einfahrt in den gemeinsamen eingleisigen Abschnitt nicht mit dem Zugstabsystem geregelt war, konnte sie auf Befehl erfolgen.

#### Fahren nach Kreuzungsplan
Bei – typischerweise eingleisigen – Überlandstraßenbahnen früher weit verbreitet war das Fahren nach einem sogenannten Kreuzungsplan. Hierbei ist in den internen Fahrplanunterlagen verbindlich festgelegt, dass beispielsweise Kurs 1 in der Ausweiche A den Gegenkurs 2 und in der Ausweiche B den Gegenkurs 3 kreuzen muss. Der Fahrer muss dabei zwingend die Kurstafel des entgegenkommenden Zuges prüfen, um festzustellen, ob der richtige Zug abgewartet wurde oder ob es sich um einen verspäteten Zug handelt und der eigentlich abzuwartende Zug noch folgt. 2016 war das Fahren nach Kreuzungsplan beispielsweise noch bei der Thüringerwaldbahn anzutreffen.

### Fahren im wandernden Raumabstand
Beim Fahren im wandernden Raumabstand, auch Moving Block genannt, können die Kapazität einer Strecke erhöht und die technische Ausrüstung minimiert werden, wenn auf ortsfeste Blockabschnitte und deren Gleisfreimeldeanlagen verzichtet wird. Die Züge ermitteln dann den Standort ihres Zugschlusses selber und senden ihn quasi-kontinuierlich an den folgenden Zug. Dieser berechnet unter Berücksichtigung seines Bremsweges den Punkt, ab dem die Geschwindigkeit herabgesetzt werden muss. Wird dabei der Bremsweg des vorher fahrenden Zuges mit berücksichtigt, so wird das Fahren im relativen Bremswegabstand genannt, sonst Fahren im absoluten Bremswegabstand. Ein Fahren im relativen Bremswegabstand riskiert Auffahrunfälle, wenn der vorausfahrende Zug stärker als vorausberechnet abgebremst wird, zum Beispiel durch eine Kollision. Diese Verletzung des Grundprinzips der Ausfallsicherheit macht ein Fahren im relativen Bremswegabstand aufgrund der Sicherheitsanforderungen bei Eisenbahnen praxisuntauglich. Eine europaweit einheitliche Grundlage für das Fahren im absoluten Bremswegabstand und wandernden Raumabstand ist beispielsweise ETCS Level 3.
Zu beachten ist, dass Fahren im beweglichen Raumabstand nur funktioniert, wenn die Züge mit der entsprechenden Technik ausgestattet sind. So muss die Position des Zugschlusses signaltechnisch sicher ermittelt werden oder eine eventuelle Zugtrennung innerhalb weniger Sekunden erkannt werden. Gerade im Güterverkehr mit seinem international austauschbaren Wagenpark ist bisher keine Lösung zur Zugintegritätsprüfung vorhanden. Eingesetzt wird das Fahren im wandernden Raumabstand daher bisher nur in einzelnen unabhängigen Netzen mit artreinem Verkehr wie U-Bahnen, wo eine Integritätsprüfung aufgrund der überschaubaren Anzahl der Fahrzeuge leichter zu realisieren bzw. unnötig ist, wenn untrennbare Einheiten verkehren.
Netze bzw. Strecken, bei denen das Fahren im wandernden Raumabstand zum Einsatz kommt, sind beispielsweise die Jubilee Line in London oder Teile des Mass Transit Railway in Hongkong. Im Netz der Deutschen Bahn soll Fahren im wandernden Raumabstand im Digitalen Knoten Stuttgart pilotiert werden.

### Besondere Verfahren

#### Fahren im Ein-Zug-Betrieb
Bei den ersten Eisenbahnen verkehrte nur jeweils ein Zug auf einer eingleisigen Strecke. Einzelne Museumsbahnen verkehren noch heute nach diesem Prinzip.
Eine moderne Form dieser Betriebsweise ist der Stichstreckenblock, der für einen nach außen gesicherten Gleisabschnitt nur die Einfahrt eines Zuges erlaubt. Der Stichstreckenblock basiert wiederum auf dem Prinzip des Fahrens im Raumabstand.

#### Fahren im Seilzugbetrieb
Züge auf Steilstrecken mit besonders starker Längsneigung wurden im Bereich dieses Abschnitts mit kuppelbaren Klemmen an Seilen befestigt; durch diese mechanische Kopplung wird die Abstandshaltung gewährleistet. Der Übergang zwischen verschiedenen Seilen, falls vorhanden, erfolgt über andere Sicherungsprinzipien.
Heute wird dieses Prinzip noch bei Standseilbahnen und einzelnen U-Bahnen (zum Beispiel MiniMetro Perugia, Dorfbahn Serfaus, Skymetro Zürich) sowie bei Peoplemover-Systemen und bei Grubenbahnen (zum Beispiel im Salzbergwerk Berchtesgaden) angewendet.

#### Fahren im Abschnittsbetrieb
Magnetschwebebahnen bestimmter Systeme (zum Beispiel Transrapid) und einzelne Eisenbahnen, deren Fahrstrom streckenseitig und abschnittsweise gesteuert wird, sind innerhalb dieser Ansteuerungsabschnitte gegen andere Zugfahrten gesichert, wenn alle Züge innerhalb dieses Abschnitts mit gleicher Geschwindigkeit verkehren. Die Sicherung an Abschnittsgrenzen, falls vorhanden, erfolgt über andere Sicherungsprinzipien.
Heute wird dieses Prinzip zum Beispiel beim Transrapid Shanghai angewendet.

## Zugbeeinflussung
Die vorgestellten Sicherungsverfahren beruhen auf einer Führung der Züge durch Signale, die entweder am Gleis stehen oder aber direkt zum Führerstand übertragen werden. Übersieht aber ein Lokführer ein Signal, kann es dennoch zu erheblichen Gefährdungen und schweren Unfällen kommen. Um solche Unfälle zu verhindern, wurden Zugbeeinflussungssysteme entwickelt.
Nach den Prinzipien der Regelungstechnik wird zwischen einer positiven Zugbeeinflussung und einer negativen unterschieden. Bei der positiven Beeinflussung darf sich ein Fahrzeug nur mit Erlaubnis bewegen und muss nach Ende der Erlaubnis selbständig anhalten. Bei einer negativen Beeinflussung kann ein Fahrzeug solange und sobald fahren, wie kein Verbot besteht. Die Attribute „positiv“ und „negativ“ sind nicht mit der technischen Bewertung gleichzusetzen. Historisch sind alle punktförmigen Zugbeeinflussungen vom Typ „negativ“, erreichen aber mit relativ geringem Aufwand einen sehr hohen Sicherheitsstandard. In den USA ist ein Positive Train Control (PTC) genanntes modernes System ein großer Fortschritt; wobei aber im Marketing das regelungstechnisch vorhandene „positive“ Verhalten nicht im Vordergrund steht.
Nach dem Wirkprinzip der Informationsübertragung unterscheidet man zwischen einer punktförmigen Zugbeeinflussung und einer quasikontinuierlichen Beeinflussung (linienförmig). Bei einer punktförmigen Zugbeeinflussung besteht nur an diesem Punkt die Möglichkeit der Informationsübertragung an das Triebfahrzeug. Dagegen besteht bei einer linienförmigen Beeinflussung dauerhaft oder über längere Strecken die Möglichkeit der Informationsübertragung. Daraus resultiert, dass punktförmig wirkende Systeme aufgrund des Arbeitsstromprinzips nicht signaltechnisch sicher sind. Fehlende oder fehlerhaft unwirksame Streckeneinrichtungen werden nicht bemerkt, sofern keine expliziten Gegenmaßnahmen wie die Balisenankündigung unter ETCS ergriffen werden. Gegenüber einem Betrieb ohne Zugbeeinflussung stellt ihr Einsatz trotzdem eine sinnvolle, sicherheitserhöhende Maßnahme dar, zumal punktförmige Zugbeeinflussungsanlagen im Regelfall verdeckt und im Hintergrund arbeiten und abgesehen von der Wachsamkeitskontrolle bei einschränkenden Fahrtbegriffen und von Maßnahmen bei der erlaubten Vorbeifahrt an haltzeigenden Signalen keine Bedienereingriffe erfordern.
Linienförmige Zugbeeinflussungen ermöglichen durch die kontinuierliche Übertragung den Übergang zum Ruhestromprinzip und damit zu einer signaltechnisch sicheren Übertragung.
Beim neuen Zugbeeinflussungssystem European Train Control System (ETCS) stellt der Betriebsmodus ETCS Level 1 eine punktförmige Beeinflussung über Eurobalisen dar, kann aber insbesondere auch durch einen Linienleiter (Euroloop) eine linienförmige Beeinflussung realisieren. In den ETCS Level 2 und 3 findet eine linienförmige Beeinflussung über Funk (GSM-R) statt.
Die noch weit verbreiteten Vorläufersysteme in Deutschland sind unter den Bezeichnern PZB und LZB bekannt. Bei der PZB beeinflussen Gleismagnete, die bei Signalen oder vor Gefahr- oder Langsamfahrstellen angebracht sind, die Fahrzeugeinrichtung des Triebfahrzeuges: Wenn ein Triebfahrzeugführer beim Passieren eines Signals, das einen einschränkenden Signalbegriff zeigt, nicht reagiert oder an einem haltzeigenden vorbeifährt, wird damit das selbsttätige Abbremsen des Zuges erzwungen. Das LZB-System übermittelt durch in Gleismitte verlegte Antennenkabel (»Linienleiter«) die zulässige Geschwindigkeit und Länge der bestehenden Fahrterlaubnis. Durch Kreuzung der beiden Linienleiterstränge in Gleismitte und in der Laschenkammer einer Schiene ermöglicht das System außerdem eine Fahrzeugortung. Aus diesen Informationen werden die Führungsgrößen, die dem Triebfahrzeugführer angezeigt werden, erzeugt. Damit ist ein automatischer Fahrbetrieb möglich, allerdings sind Menschen der linienförmigen Zugbeeinflussung bei der vorausschauenden Fahrweise noch überlegen.
Der Ausfall der Zugbeeinflussung erfordert meist eine Geschwindigkeitsverringerung und eventuell eine Doppelbesetzung des Triebfahrzeuges.